# Ulmer Hütte

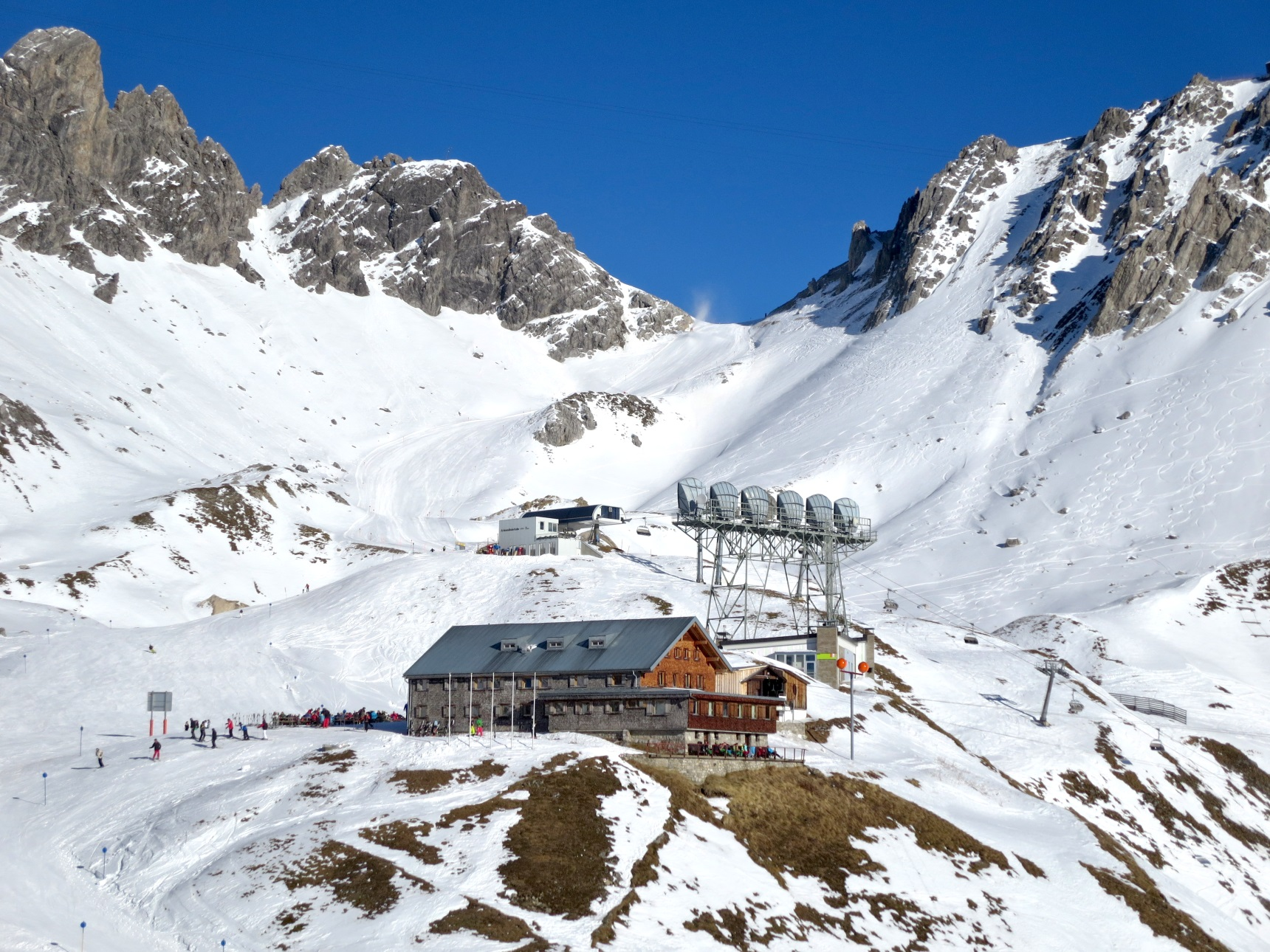
Ulmer Hütte im Winter

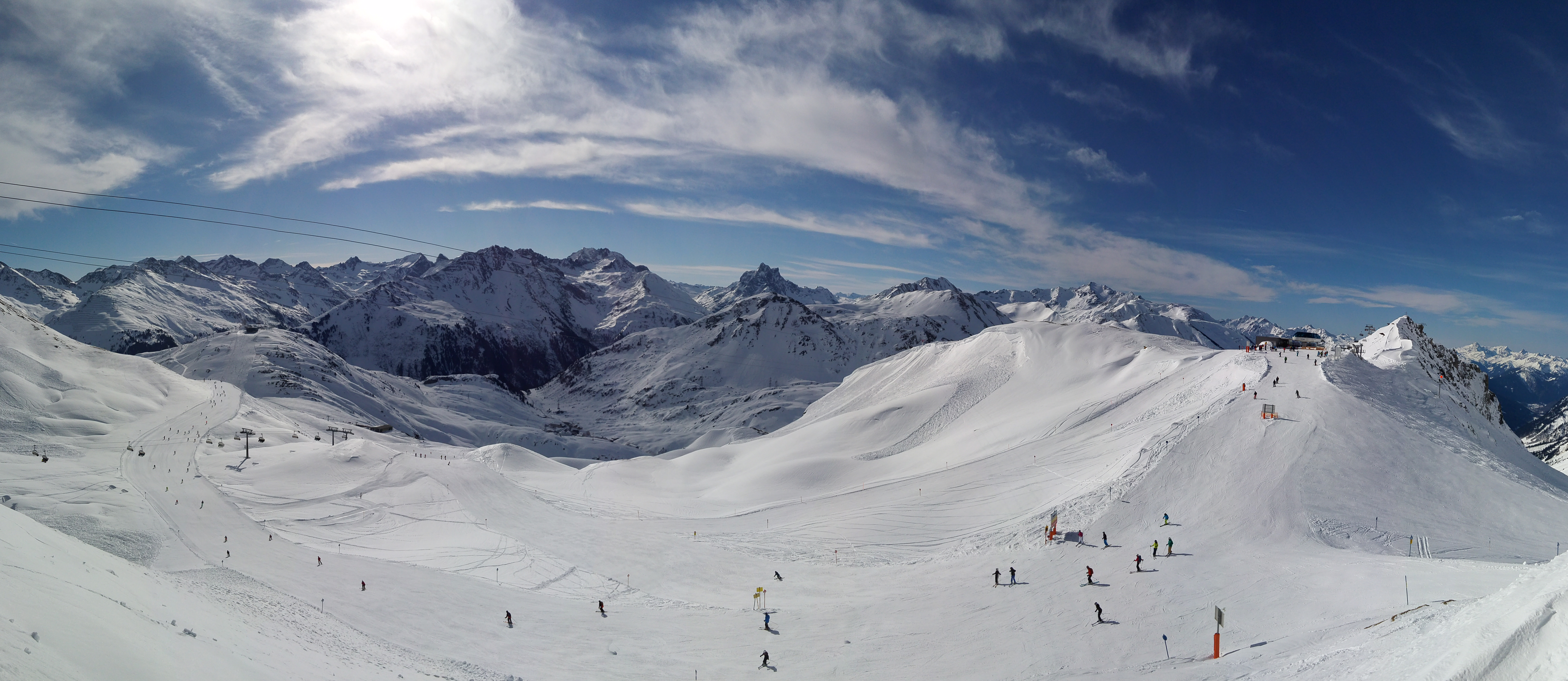
Ausblick Richtung Galzig, St. Christoph und Valfagehrbahn

Die Ulmer Hütte ist eine Schutzhütte der Sektion Ulm des Deutschen Alpenvereins in Vorarlberg. Sie liegt in den Lechtaler Alpen auf einer Höhe von 2288 m ü. A. Die Ulmer Hütte wurde 1903 erbaut und seither immer wieder erweitert.

## Geschichte
Die Sektion Ulm sollte nach Meinung des ersten Vorsitzenden und dem gesamten Vorstand zur Feier des 25-jährigen Bestehens unbedingt eine Hütte haben, um die Mündigkeit zu beweisen. Damit war der Hüttenbau so gut wie beschlossen. Notwendig war nun in erster Linie die Wahl eines geeigneten Hüttenplatzes. Er sollte von der Eisenbahn leicht zu erreichen sein und in einem für Bergfahrten besonders geeigneten Gebiet liegen. Die Wahl fiel auf einen aussichtsreichen Platz am Südfuß der Valluga. Im Winter 1901/1902 entstand der Bauplan und am 2. August 1902 wurde der genaue Hüttenplatz abgesteckt. Die Kosten des Baus von 16.000 Mark wurden hauptsächlich durch Spenden erbracht. Nachdem im Frühjahr 1903 der Hüttenplatz frühzeitig ausgeapert war, wurde die Hütte ohne Unfall rasch erstellt. Die gesamte Inneneinrichtung besorgte ein Kaufhaus aus Schruns.
Die Einweihung der Hütte fand am 5. September 1903 statt. Am Tag des Feier zog eine lange Reihe von Festteilnehmern durch das Walfagehr hinauf zur festlich geschmückten Hütte. Der Deutsche und Österreichische Alpenverein war durch seinen ersten Vorsitzenden Carl Ipsen und durch den Hütten- und Wegebau-Ausschuss vertreten. An das Festmahl mit rund 400 Teilnehmern schloss sich eine Besteigung der Valluga an, auf dem Gipfel wurde das erste Gipfelbuch niedergelegt. Der Wirtschaftsbetrieb der Hütte wurde, weil diese von Anfang an für Bewirtschaftung vorgesehen war, an den Postwirt in Stuben verpachtet.
Die Jahre vergingen und bald war die Hütte zu klein geworden. Der starke Winterbesuch erforderte nicht nur eine Vergrößerung, sondern auch einen besseren Schutz der Räume gegen die Kälte. Der Plan ging dahin, den auf der Südseite gelegenen Terrassenvorbau durch eine verglaste Veranda auszubauen und die Hütte selbst in ihrer Längsachse nach Norden zu vergrößern. Im Winter 1913/14 wurden die Pläne fertiggestellt. Im Juni 1914 wurde das Baumaterial durch Saumtiere zur Hütte gebracht. Der Neubau konnte am 29. Oktober 1914 gerade noch fertiggestellt werden, dann brach der Erste Weltkrieg aus.
Im Frühjahr 1919 wurde wegen der Wiederaufnahme der Arbeiten verhandelt. Bis auf den eingedrungenen Schnee, der Feuchtigkeit hinterlassen hatte, sowie fehlendes Geschirr und anderes Mobiliar war die Hütte unbeschädigt geblieben. Im Herbst 1919 war der Neubau fast fertig, im Sommer 1920 wurden die letzten Arbeiten erledigt. Am 29. August 1920 fand die feierliche Eröffnung der erweiterten Hütte statt.
Der Besuch der Hütte nahm von Jahr zu Jahr zu. Wieder wurde eine Vergrößerung der Hütte in Erwägung gezogen. Der Bauausschuss der Sektion Ulm einigte sich mit dem Architekten auf einen Flügelanbau nach Osten mit wesentlichen Änderungen auch im alten Teil der Hütte. Vorgesehen war die Erweiterung der Gasträume, der Einbau einer geräumigen und modern ausgestatteten Küche, eines Selbstversorgerraums mit Küche, eines großen Trockenraums, einer Schiablage und einer Zentralheizung. Eine elektrische Lichtanlage wurde schon im Sommer 1926 installiert. Der Neubau und die Änderungen an der alten Hütte konnten bis zum Eintritt des Winters 1927/28 fertiggestellt werden. Die Hütte hatte nunmehr 40 Betten und 70 Matratzenlager. Die Einweihung und Eröffnung der vergrößerten Hütte fand gleichzeitig mit der Feier ihres 25-jährigen Bestehens der Sektion am 29. Juli 1928 statt.
Im Sommer 1937 wurde für die Benutzer der Matratzenlager im Erdgeschoß Sanitäre Anlagen für Männer und Frauen eingerichtet und in die Toiletten Wasserspülung eingebaut. Der starke Besuch der Hütte, besonders im Winter, brachte oft Schwierigkeiten im Transport der erforderlichen Lebensmittel und der für die Zentralheizung notwendigen Kohlen. Deshalb entschloss sich die Sektion Ulm im Sommer 1938 zum Bau einer Materialseilbahn. Im Zweiten Weltkrieg wurde die Hütte im Winter 1944/45 kurz geschlossen, wurde aber schon im November 1945 wieder vom bisherigen Hüttenwirt betreut. Wie alle anderen in Österreich gelegenen Hütten der deutschen Sektionen des Alpenvereins wurde auch die Ulmer Hütte nach dem Krieg als deutsches Eigentum im Ausland beschlagnahmt. Am 15. Oktober 1948 wurde die Beschlagnahme wieder aufgehoben. Die Feier des 50-jährigen Bestehens der Hütte wurde am 22. August 1953 begangen. Neben der Hütte wurde ein Kriegerdenkmal errichtet und am selben Tag eingeweiht.
Am 30. Dezember 1954 eröffnete die Vallugabahn und leitete den Wandel der Ulmer Hütte von einer Schutzhütte zum Berggasthof von heute ein. Die Ulmer Hütte war dem vermehrten Besucherstrom nicht mehr gewachsen. Die Veranda wurde 1956 erheblich vergrößert. 1972 folgte eine umfassende Renovierung des Gebäudes. 1987 wurde die Entwässerungseinrichtungen modernisiert und die Wasserversorgung verbessert. Im Jahr 1995 wurde ein Abwasserkanal notwendig, der zu einer großen Gemeinschaftskläranlage in Stuben führte. Ein weiterer großer Umbau fand 2003 statt. Der auf der Ursprungszelle sitzende, tiefer gelegene Giebel wurde angehoben, dadurch erhielten die Zimmer im Dachgeschoß Tageslicht und einen Ausblick auf das Panorama der Berge.
Im Jahr 2016 standen wieder ein größerer Umbau sowie eine Sanierung der Hütte an. Beginnend mit dem Zubau Süd startete die Sanierung im Juni 2016. Erneuert wurden die Ölheizung, Schindeln, Fenster, Rohrleitungen und der Parkettboden wurde durch einen neuen Bodenbelag getauscht.

## Lage
Die Hütte liegt heute inmitten des Skigebiets von St. Anton und St. Christoph am Arlberg. Dabei ist sie aber noch im Gemeindegebiet der Vorarlberger Gemeinde Klösterle gelegen, 400 Meter südöstlich der Hütte verläuft die Landesgrenze zum Bundesland Tirol. Weitere Orte in der Nähe sind Stuben, Lech und Zürs.

## Erreichbarkeit
Im Sommer ist die Ulmer Hütte ein Stützpunkt des Lechtaler Höhenweges und des Nordalpen-Weitwanderwegs. Gleichzeitig ist von der Ulmer Sektion des DAV ein weites Wander- und Wegenetz in allen Längen und Schwierigkeiten erschlossen worden.
- Der einfachste Zugang ist von St. Anton am Arlberg mit der Seilbahn auf den Galzig und auf markiertem Weg über den Arlensattel, 1½ Stunden oder mit der Seilbahn zur Vallugaschulter und Abstieg über das Valfagehrjoch, markierter Weg.
- von St. Christoph am Arlberg, 1½ Stunden
- von Parkplatz Alpe Rauz (2 Stunden)
- von St. Anton am Arlberg durch das Steißbachtal, 3 Stunden

Im Winter ist die Hütte über verschiedene Lifte und Pisten erreichbar. Skitourengeher erreichen von der Hütte aus die Valluga.
- Über die Sesselbahn Valfagehrbahn ist die Hütte von der Alpe Rauz an der Arlbergpassstraße erreichbar.

## Nachbarhütten und Übergänge
- zur Stuttgarter Hütte über die Vallugaschulter, seilversicherte Schrofen, ca. 3½ Stunden. Der Gipfel der Valluga kann „mitgenommen“ werden, markierter Steig, Schrofen, ca. 1 Stunde Mehraufwand.
- zur Stuttgarter Hütte über die Trittscharte und den Robert-Bosch-Weg, 3 Stunden. Der Abstieg von der Trittscharte ist im Spätsommer/Herbst aufgrund von Blankeis des Pazielferners ohne Steigeisen sehr problematisch, daneben wurde durch den Gletscherrückgang unterhalb der Scharte ein instabiler Blockhang freigelegt (Stand September 2012).
- zur Leutkircher Hütte über das Valfagehrjoch. Die Querung des Südhangs der Weißschrofenspitze führt durch ein Gelände, das als etwas unsicher und leicht steinschlaggefährdet gilt, hier auch Seilversicherungen. Man kann ab der Abzweigung Kapall einen parallel südlich, unterhalb verlaufenden Steig zum Bacheregg nehmen, dort kehrt man auf den Weg zur Leutkircher Hütte zurück.
- zur Kaltenberghütte über St. Christoph in vier Stunden.

## Wanderungen und Klettersteige (Auswahl)
- Trittkopf 2719 m – Gehzeit 2½ Stunden
- Valluga 2808 m – Gehzeit 2 Stunden
- Schindlerspitze 2647 m – Gehzeit 1½ Stunden
- Arlberger Klettersteig – Gehzeit zum Einstieg 1 Stunde (Gehzeit komplett: ca. 4 Stunden)

## Karten
- Alpenvereinskarte 3/2 Lechtaler Alpen – Arlberggebiet (1:25.000)
- Kompass-Karte, Blatt 33, Arlberg – Verwallgruppe (1:25.000)